# Josep Moragues i Mas
Josep Moragues i Mas (Sant Hilari Sacalm, 1669 - Barcelona, 27 de març de 1715) va ser un militar català que va lluitar pel bàndol austriacista a la Guerra de Successió.

## Biografia

### Joventut
Josep Moragues i Sobrevia, que més endavant signarà com a Josep Moragues i Mas, va néixer al Mas Moragues de Sant Hilari Sacalm. Formava part d'una família benestant de pagesos. El 1685 morí el seu pare i rebé en herència la propietat del mas i les finques. Durant la Guerra dels Nou Anys formà part dels moviments que es donaven a diferents llocs d'aquestes contrades, de catalans contra tropes franceses que molt sovint envaïen i ocupaven part del territori català. Casat amb Cecília Regàs, d'Arbúcies, per parentiu es relacionà amb grups d'Osona que tenien problemes de tota classe amb la gent de la contrada i que solien acabar de manera violenta. Posteriorment entroncà amb els que s'anomenaren vigatans, gent de la Plana que mostraven una forta oposició a les continuades penetracions de l'exèrcit francès, la qual cosa es traduïa en un fort sentiment antifrancès. Això s'accentuà amb la designació del monarca Borbó Felip V com a rei d'Espanya a la mort, sense descendència, del darrer Àustria, Carles II, l'any 1700, malgrat que Catalunya l'havia reconegut a les Corts de Barcelona de 1701.

### Guerra de Successió
Sota els auspicis de mantenir una política d'equilibri promoguda per Anglaterra, que ja s'havia cercat aliats, es donà a la zona una forta oposició al rei francès i es veié amb simpatia la candidatura de l'arxiduc Carles d'Àustria (Carles III) proposat pels aliats. Josep Moragues, ensems amb altres patriotes catalans, fou un dels signants del pacte dels Vigatans a la capella de Sant Sebastià el 17 de maig del 1705, que havia de dur al pacte de Gènova, el compromís dels catalans d'aportar sis mil homes armats quan els anglesos tornassen a desembarcar a Barcelona (1705) i es van armar diverses companyies de miquelets comandades per Josep Moragues i Mas. D'aquesta manera els Vigatans prenien una posició contrària a la dels filipistes, coneguts com a botiflers, i el conflicte bèl·lic esclatà. Moragues es destacà en la lluita en diferents indrets i anà agafant un considerable prestigi com a cabdill de grups armats, comandant la companyia de miquelets que actuaren obertament controlant les comunicacions de l'interior fins a Barcelona derrotant les tropes borbòniques al combat del Congost.
Fins al 1707 fou coronel d'un regiment de cavalleria, any en què fou nomenat general de batalla, comandant dels Pirineus i governador de Castellciutat, fortalesa militar a la Seu d'Urgell, que havia de protegir la zona fronterera de les entrades dels francesos. En aquesta època se situa el seu nou maridatge, un cop vidu, amb Magdalena Giralt, de Sort (Pallars Sobirà). La guerra tingué diferents alternatives, però després de la derrota a la batalla d'Almansa (1707) l'avenç de les tropes borbòniques fou ja manifest, malgrat que es produirien noves embranzides cap al centre de la Península i, per tant, el conflicte agafava un caire contrari als interessos de Carles III. Quan aquest esdevingué emperador d'Àustria el 1711, després de la mort del seu germanastre, la situació canvià radicalment perquè ara eren els anglesos els més interessats a aturar la guerra davant el poder que podia arribar a tenir el nou emperador.
El Tractat d'Utrecht (1713) suposava que anglesos, holandesos rescindien l'aliança creada contra França i Felip V a canvi de concessions territorials. Els interessos de Catalunya no es tingueren en compte, malgrat els compromisos adquirits i signats amb els aliats. Els dirigents catalans d'aquells moments optaren per continuar la guerra davant les poques alternatives que se'ls presentaven de mantenir l'estatus anterior al conflicte.
El 28 de setembre de 1713, el general Moragues ret Castellciutat als borbons, però després d'un breu retir a Sort, a primers de maig va decidir de tornar al combat i amb la gent que va poder recollir va temptar, inútilment, de blocar Castellciutat l'11 de febrer, i fou rebutjat pel general Vallejo, que va mirar de sufocar la rebel·lió i va prendre ostatges, i entre ells la dona de Moragues, tots foren conduïts a Balaguer, però foren rescatats amb un cop de mà el 24 de juny 1714. Moragues va deixar l'esposa a Cardona i es va concentrar en la defensa del Pallars a les ordres del coronel Antoni Desvalls i de Vergós, qui malgrat tenir un grau militar inferior, havia estat nomenat comandant en cap de totes les tropes militars catalanes fora de Barcelona. La guerra a la Catalunya interior tenia com a base principal la fortalesa de Cardona, punt a partir del qual les tropes catalanes fustigaven les tropes borbòniques a fi d'alleugerir el Setge de Barcelona. És per aquest motiu que el general Moragues no lluità ni en el setge de la capital catalana ni fou present a Barcelona durant la batalla de l'11 de setembre del 1714.

### Detenció, execució i escarni

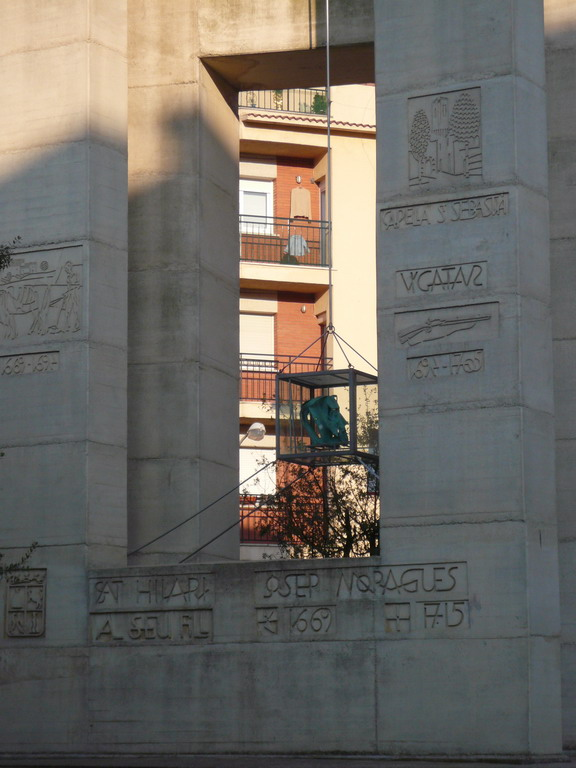
Monument a Josep Moragues a Sant Hilari Sacalm

El 18 de setembre del 1714 Moragues s'acollí a la capitulació de la fortalesa de Cardona i es va tornar a retirar amb la seva família a les seves possessions de Sort. Al cap de poc fou reclamat pel capità general a Barcelona, on se li requisà la documentació i se li posà vigilància. Tement un arrest per conspiració, temptà d'embarcar-se cap a Mallorca, que encara era lliure de l'ocupació borbònica. Amagat a Montjuïc fou traït quan provava de fugir i pres a Barcelona el 22 de març de 1715. Posteriorment seria jutjat en un procés sumaríssim i torturat i executat el dia 27 del mateix mes de març de 1715.
El general Moragues i els capitans Jaume Roca i Pau Macip foren executats de manera infamant el 27 de març del 1715. Al general Moragues no li reconegueren les honors militars, i descalç i amb camisa de penitent, fou arrossegat viu pels carrers de Barcelona per un cavall fins a arribar al patíbul, on fou executat, decapitat i esquarterat, per tal de complir la triple condemna de mort que rebé. El cap del general Moragues, com a escarni, fou posat en una gàbia de ferro que es va penjar al Portal de Mar, amb una inscripció en llatí que deia:
| « | "Josep Moragues, per haver comès el crim d'una repetida rebel·lió, haver abusat dues vegades de la clemència reial, finalment, la tercera vegada, fou pres i executat per la justícia." | » |

Malgrat les súpliques de la seva vídua, el cap no es va retirar del Portal de Mar fins al cap de dotze anys (març del 1727).

## Llegat

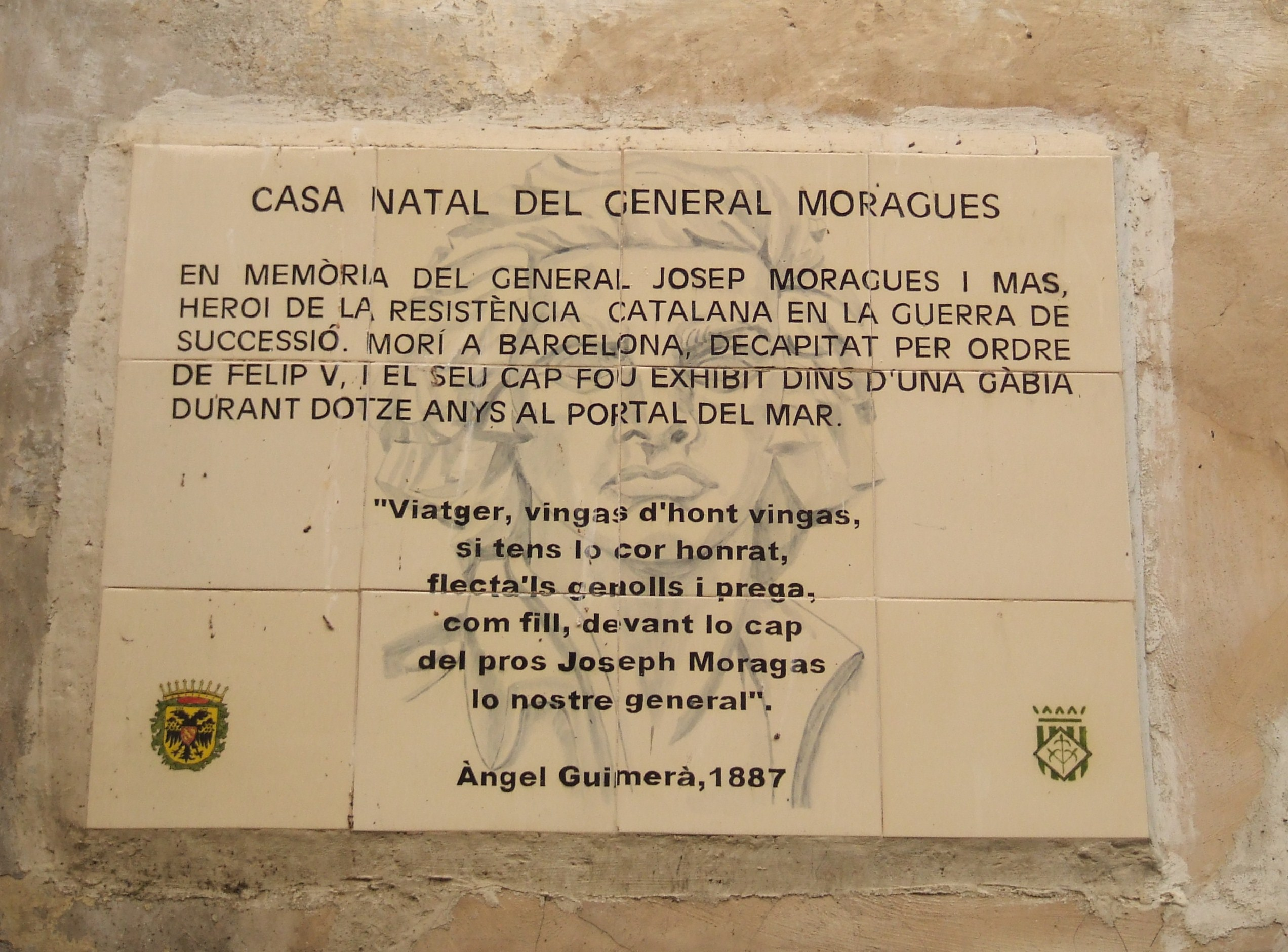
Placa dedicada a Josep Moragues al Carrer Major de Sort

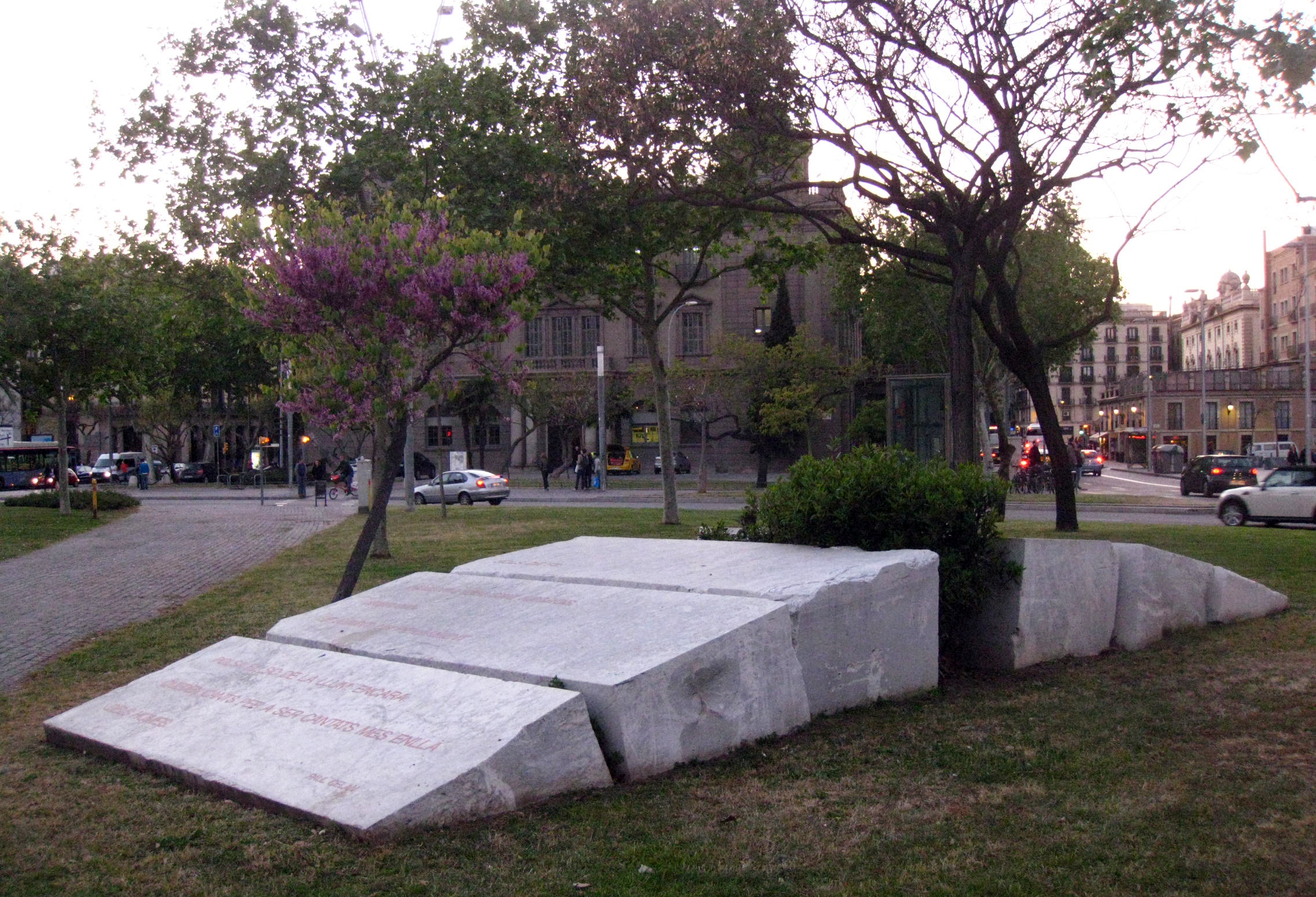
"A Paul Celan. Monument a Josep Moragues" (1999), instal·lació escultòrica de Francesc Abad a Barcelona

A causa de la seva tràgica mort, el general Josep Moragues és recordat com un dels més importants defensors de la causa catalana a la Guerra de successió. Això fa que molts l'hagin considerat com a heroi i màrtir de Catalunya. Encara avui, és un símbol de catalanitat per a molta gent.
Fill Il·lustre de Sant Hilari Sacalm, el 1991 s'erigí l'actual monument que es pot veure a la plaça de Josep Moragues, obra de l'escultor Domènec Fita. També a Sort, on també se'l considera fill de la vila -de fet ho era la seva segona muller-, té erigit un monument, així com plaques commemoratives a la casa del Carrer Major on residí.
Àngel Guimerà és un dels intel·lectuals catalans que més va ajudar a recuperar la figura de Moragues. Obra seva és el poema Lo cap d'en Josep Moragues:
| «               | Viatger, vingues d'on vingues, si tens lo cor honrat, flecta els genolls i prega, com fill davant lo cap del pros Josep Moragues, lo nostre general | » |
| — Àngel Guimerà | |   |

El 19 d'octubre del 2013 es va inaugurar un monument al general Moragues al Pla de Palau de Barcelona, al lloc històric on van penjar el cap del general. I el 28 de setembre del mateix any, en el si de la commemoració del Tricentenari de la Guerra de Successió, coincidint amb la data de la capitulació de la fortalesa de Castellciutat davant de l'exèrcit borbònic francès, es batejà una plaça del poble amb el nom de Josep Moragues i Mas i s'hi inaugurà un monument en honor seu.